# Michelle Branch
Michelle Jacquet DeSevren Branch (Sedona, Arizona, 2 de juliol de 1983) és una cantautora i guitarrista estatunidenca.
Ha col·laborat amb Carlos Santana 2 vegades: The Game Of Love i I'm Feeling You.
Gràcies a la primera col·laboració, va rebre un Grammy per millor col·laboració vocal.
A més dels seus 4 àlbums editats també té altres àlbums que no han vist la llum, com ara Everything Comes and Goes i East Coast Time.
El 2005 formà, juntament amb Jessica Harp, el duo de country pop The Wreckers.
Van treure un àlbum anomenat Stand Still, Look Pretty, a més d'un directe gravat a Nova York.

## Discografia
- Broken Bracelet (2000)
- The Spirit Room (2001)
- Hotel Paper (2003)
- Hopeless Romantic (2017)